# Barbicornis mona
Barbicornis mona är en fjärilsart som beskrevs av Wesywood 1851. Barbicornis mona ingår i släktet Barbicornis och familjen Riodinidae. Inga underarter finns listade i Catalogue of Life.